# Moa Granat
Moa Granat, född 8 augusti 2004, är en svensk friidrottare (sprint och häcklöpning). Hon tävlar för Turebergs FK.
Vid Junior-EM i Tallinn, Estland, i juli 2021 deltog Granat på 400 meter häck. Efter att ha vunnit sina heat i både försök och semifinal kom hon i finalen på silverplats.
Vid 2021 års utomhus-SM vann hon guld på 400 meter häck.
Vid svenska junior- och ungdomsmästerskapen inomhus den 26 februari 2023 noterade Granat tiden 53,78 sekunder på 400 meter och satte därmed svenskt juniorrekord. I augusti 2023 vid junior-EM i Jerusalem tog Granat guld på 400 meter häck efter ett lopp på 56,58 sekunder.
Hon är dotter till Marko Granat.

## Personliga rekord
| Utomhus - 100 meter – 12,16 (Danderyd, Sverige 22 maj 2022) - 200 meter – 24,30 (Vallentuna, Sverige 18 maj 2022) - 400 meter – 53,19 (Göteborg, Sverige 31 maj 2025) - 800 meter – 2.13,09 (Danderyd, Sverige 15 maj 2021) - 100 meter häck – 13,82 (Malmö, Sverige 17 juli 2022) - 400 meter häck – 55,37 (Stockholm, Sverige 15 juni 2025) | Inomhus - 60 meter – 7,78 (Sollentuna, Sverige 19 januari 2022) - 200 meter – 24,42 (Växjö, Sverige 17 januari 2025) - 400 meter – 53,33 (Göteborg, Sverige 2 mars 2025) - 60 meter häck – 8,60 (Örebro, Sverige 24 februari 2024) |